# Beyond the Supernatural
Beyond the Supernatural (litt. « Au-delà du surnaturel ») est un jeu de rôle d'horreur contemporaine écrit par Randy McCall, Erick Wujcik et Kevin Siembieda, édité par Palladium Books, et paru en 1987. Il utilise le système Palladium.
L'univers du jeu est notre monde, mais dans lequel se manifestent des phénomènes fantastiques de manière relativement discrète. Ce monde est le précurseur de la Terre de Rifts.

## Ouvrages
- Randy McCall et Kevin Siembieda, Beyond the Supernatural, Palladium Books, 1990, 1re éd. (ISBN 0-916211-18-5)
- Kevin Siembieda, Boxed Nightmare, Palladium Books, 1990 (ISBN 0-916211-41-X)
- Randy McCall et Kevin Siembieda, Beyond the Supernatural, Palladium Books, 2005, 2e éd., 256 p. (ISBN 978-1-57457-083-0)